# Chelonarium zapotense
Chelonarium zapotense là một loài bọ cánh cứng trong họ Chelonariidae. Loài này được Sharp miêu tả khoa học đầu tiên năm 1902.